# Restauración hidrológico-forestal
La restauración Hidrológico-Forestal es el conjunto de técnicas necesarias para corregir los desequilibrios hidrológicos en cabecera de cuencas de ríos y arroyos, ocasionado por la deforestación y el deterioro del suelo. Para ello, se promueve la conservación, defensa y recuperación de la estabilidad y fertilidad de los suelos, la regulación de escorrentías, la consolidación de cauces y laderas, la contención de sedimentos y, en general, la defensa del suelo forestal contra la erosión.

## Historia
La restauración hidrológico-forestal es uno de los ideales preferentes del regeneracionismo de la segunda mitad del siglo XIX español, pues se entendía que los grandes desastres ocasionados por las lluvias torrenciales y las consecuentes riadas que acontecieron en la época se debieron, en gran medida, a la deforestación de las cabeceras de las cuencas hidrológicas. La creación, en 1901, del Servicio Hidrológico Forestal español, puede considerarse como el inicio de la restauración hidrológico forestal sistemática y planificada. La constitución de las confederaciones hidrológico forestales fue el embrión de las confederaciones hidrográficas actuales, cuyo modelo ha sido adoptado por la Unión Europea en sus Demarcaciones Hidrográficas dentro de la Directiva Marco del Agua. 
Aunque finales del siglo XIX y principios del siglo XX se produjo un debate en torno a si era mejor la reforestación y dejar que obrase la Naturaleza, o la actuación directa con obras civiles de regulación de cauces en la propia cuenca o directamente en los cauces, finalmente se optó por una combinación de técnicas de ambos tipos que resultaron ser muy eficaces. Hasta tal punto esto fue así, que Estados Unidos comisionó una delegación a fin de evaluar las actuaciones realizadas en las confederaciones hidrográficas españolas, esencialmente en la del Ebro, y que fueron después implementadas en EE. UU. mediante el Tennessee Valley Authority durante los años 30 con el fin de potenciar la salida de la Gran Recesión.